# 科卡托 (明尼蘇達州)
科卡托（英語：Cokato，/koʊˈkeɪtoʊ/ koh-KAY-toh）是一個位於美國明尼蘇達州賴特縣的城市。

## 歷史
科卡托於1869年成立，1878年升格為村，1974年改為城市。

## 人口
根據2020年美國人口普查的數據，科卡托的面積為4.03平方千米，皆為陸地。當地共有人口2799人，而人口密度為每平方千米695人。